# Amy Gooch
Pour les articles homonymes, voir Gooch.
Amy Ashurst Gooch (née en 1973) est une informaticienne canadienne connue pour ses contributions au rendu non photoréaliste (en). Elle est actuellement directrice des opérations chez ViSUS LLC, une société dérivée (en) de logiciels de recherche en visualisation de données du Scientific Computing and Imaging Institute (en). Elle est également professeure auxiliaire en informatique à l'université A&M du Texas. 

## Biographie
Gooch a obtenu son BSc en génie informatique en 1996 et sa maîtrise en informatique en 1998 de l'université de l'Utah. Tout en travaillant sur sa maîtrise, elle a exploré l'illustration technique interactive non photoréaliste comme nouveau paradigme de rendu et développé l'Gooch shading (en), qu'elle a présenté à la conférence SIGGRAPH de 1998, avec Elaine Cohen, Bruce Gooch et Peter Shirley (en) de l'université de l'Utah,. Cet ombrage de Gooch est implémenté depuis dans plusieurs librairies et logiciels de nuanceurs,,.
Après sa maîtrise, elle a travaillé à l'université de l'Utah en tant que chercheuse pendant cinq ans. Pendant ce temps, elle a co-enseigné un cours à la conférence SIGGRAPH de 1998 sur le rendu non photoréaliste et co-écrit le premier manuel dans le domaine, Non-Photorealistic Rendering, avec son mari Bruce Gooch. En 2004, elle a commencé son doctorat en informatique à l'université Northwestern et a obtenu son diplôme en 2006, avec une thèse intitulée Preserving Salience By Maintaining Perceptual Differences for Image Creation and Manipulation sous la direction de Jack Tumblin. Après son doctorat, elle s'est jointe au corps professoral de l'université de Victoria en Colombie-Britannique en tant que professeure adjointe en informatique. En 2013, elle a rejoint le Scientific Computing and Imaging Institute (en) pour aider à développer le cœur du logiciel ViSUS en un produit. En 2014, elle est devenue professeure auxiliaire en informatique à l'université A&M du Texas.

## Recherches
Ses recherches actuelles font partie d'un effort interdisciplinaire impliquant l'infographie, la psychologie perceptuelle (en) et la vision informatique. Elle souhaite mieux comprendre les informations spatiales potentiellement disponibles dans l'imagerie CG, déterminer les indices spatiaux réellement utilisés lorsque l'imagerie CG est visualisée et utiliser ces informations pour créer des algorithmes de rendu et des visualisations améliorés,.  

## Travaux
- Bruce Gooch, Amy Ashurst Gooch, Non-Photorealistic Rendering, AK Peters, juillet 2001,  (ISBN 978-1-56881-133-8).